# Taiwanaenidea collaris
Taiwanaenidea collaris es una especie de insecto coleóptero de la familia Chrysomelidae.
Fue descrita científicamente en 1984 por Shinsaku Kimoto.